# Variátor (elektro)

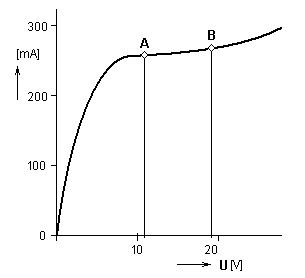
Voltampérová charakteristika variátoru

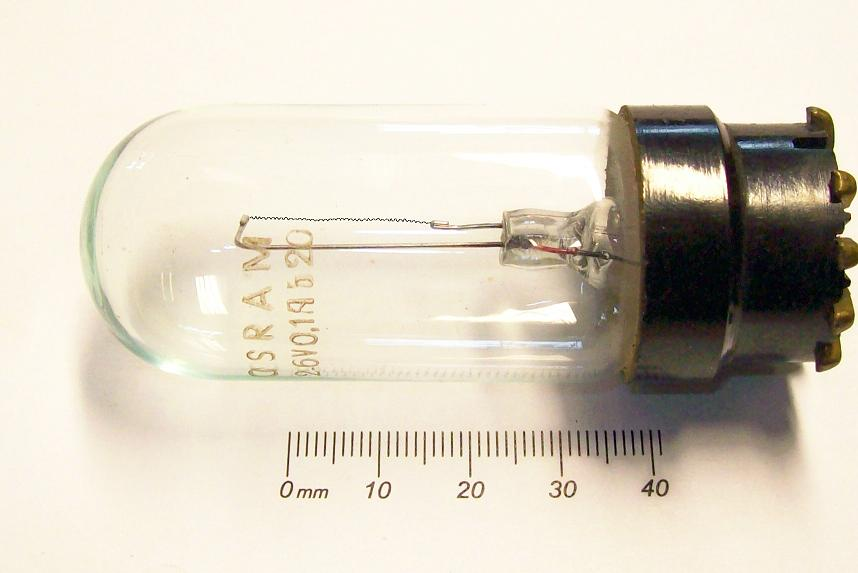
Variátor

Variátor je jednou z nejjednodušších elektronických součástek a lze jej použít ke stabilizaci proudu v určitém rozsahu napětí (vakuový stabilizátor proudu). Voltampérová charakteristika je nelineární, s pracovní oblastí mezi body A a B.
Ve skleněné baňce naplněné vodíkem je napnut rovný nebo do spirály stočený železný drát, jehož průměr je volen podle proudu, který má vodičem procházet. Při proudové intenzitě odpovídající úseku 0 až A voltampérové charakteristiky je teplo odváděno přestupem tepla vodíkem a baňkou do okolí. Jakmile proud dosáhne hodnoty dané bodem A, vytvoří se horký plynný obal, který částečně tepelně izoluje kovové vlákno. Se stoupajícím napětím roste proud jen zvolna. Po překročení hodnoty v bodě B se plynný obal začne dotýkat baňky, přestup tepla do okolí se zvětší a nárůst odporu vlákna se zmenší. Mezi body A a B voltampérové charakteristiky variátor velmi účinně stabilizuje hodnotu protékajícího proudu.
Nevýhodami variátoru jsou rozměrnost, malá mechanická odolnost, malá životnost a velká spotřeba energie. Přestože je levný, používá se dnes výjimečně. Podobnou charakteristiku jako variátor mají i wolframové žárovky, ale ty mají užší pracovní oblast.
Variátory se vyráběly v různých velikostech baněk a s různými typy patic, obdobně jako elektronky nebo žárovky.